# Cypress Hills (Brooklyn)

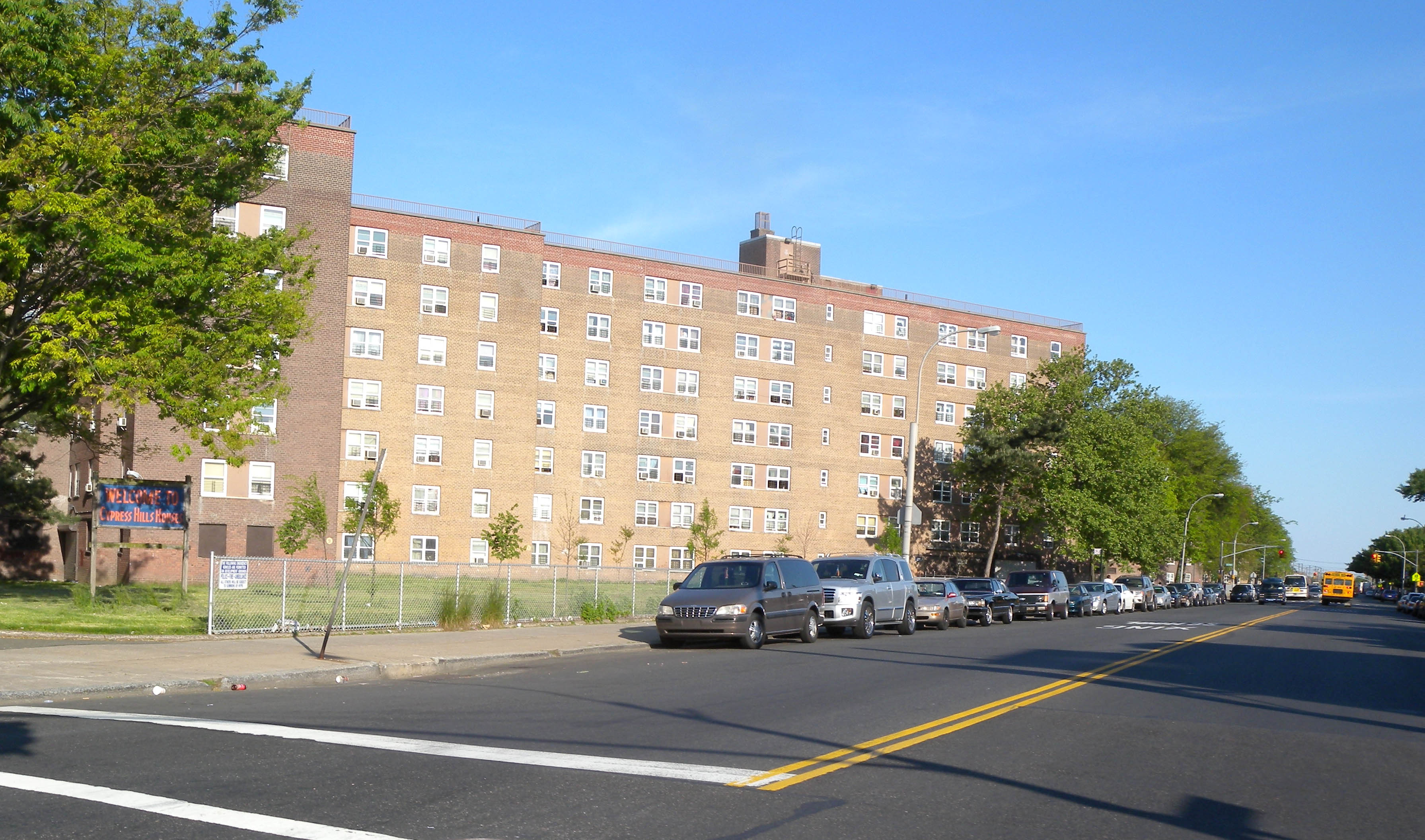
Complejo de viviendas subvencionadas Cypress Hills Houses.

Cypress Hills es una subsección del barrio de East New York en el distrito de Brooklyn en Nueva York. Está ubicada al norte de City Line y al sur del Cypress Hills Cemetery, en el extremo noreste de Brooklyn. Cypress Hills colinda al oeste con Bushwick y al este, a través de la frontera de Brooklyn y Queens, con Woodhaven y Ozone Park. La frontera sur del barrio se encuentra en la avenida Atlantic.
Al sur, más propiamente en el barrio de City Line, está el complejo de viviendas subvencionadas Cypress Hills Houses. Los códigos ZIP del barrio son el 11207 y el 11208.

## Demografía
La zona norte, al norte de la avenida Atlantic, es mixta, con pobladores de origen hispano, surasiático, caribeño, italiano, irlandés y otras etnias blancas.
La parte sur está compuesta de afroestadounidenses e hispanoestadounidenses, y una presencia dispersa de surasiáticos estadounidenses.

## Transporte
Cypress Hills cuenta con los trenes J/Z y con las líneas del BMT de la Autoridad Metropolitana del Transporte, y con los trenes A y C de las líneas de metro IND. Conduit Boulevard también pasa por Cypress Hills.

## Bibliotecas

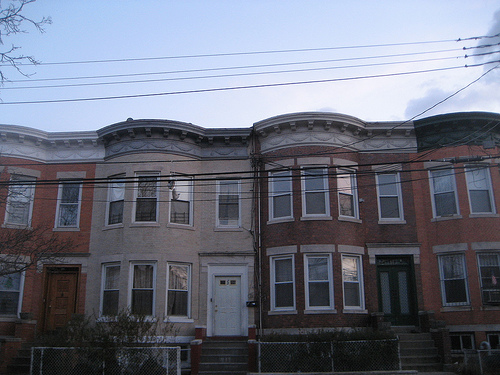
Viviendas en Cypress Hills.

En el sur, en la avenida Sutter, frente a las Cypress Hills Houses, está ubicada una sucursal de la Biblioteca Pública de Brooklyn. Otras sucursales se encuentran en la avenida Arlington entre las calles Warwick y Ashford. Hacia el noreste, en el barrio de Woodhaven, en Forest Parkway, existe una sucursal de la Biblioteca Pública de Queens.

## Escuelas
Cypress Hills cuenta con varias escuelas e institutos, entre los que se incluyen el Instituto Franklin K. Lane, situado en el extremo noreste del barrio, al norte de la avenida Jamaica; el P.S. 108 Sal Abbracciamento School, en la 200 Linwood Street (en la esquina de Arlington); la Blessed Sacrament Elementary School en la avenida Euclid, entre la calle Fulton y la avenida Ridgewood; el Intermediate School, IS 171 en la avenida Ridgewood entre las avenidas Nichols y Lincoln Avenue; y otras como la IS 302 (una escuela pública, en la avenida Linwood entre las avenidas Atlantic y Liberty), P.S.89 (también conocida como Cypress Hills Community School) y P.S 7.

## Residentes notables
- Frank James Burke (1960-87), mafioso
- Tony Danza (1951), actor
- Uncle Murda, rappero